# Dobrš
Dobrš (do roku 1924 Dobrž, německy Dobrsch) je vesnice a část obce Drážov v okrese Strakonice v Jihočeském kraji. V roce 2011 zde trvale žilo 52 obyvatel.

## Název
Název Dobrš vznikl přidáním přivlastňovací přípony -j z osobního jména Dobrcha a znamenalo tedy „Dobrchův dvůr“. Dříve byl název občas mylně spojován se slovem „debř“ či „*dobř“ – dolina. První záznamy z druhé poloviny 14. století mluví o farnosti Dobrss, v roce 1390 Dobrz či Doberz, roku 1407 Debrz, v průběhu 16. století se ustálil spřežkový pravopis Dobrss, u kterého je v roce 1603 doložena varianta s interpunkcí Dobrš (Václav Koc z Dobrše a na Dobrši). Na konci 18. století se vesnice uváděla jako Dobrsch, Dobrž či Dobeß, v polovině 19. století česky Dobř a německy Dobrsch, v letech 1851–1923 pak byla úředně označována jako Dobrž. Za německé okupace v letech 1939–1945 byl kromě českého názvu Dobrš uváděn i německý Dobersch.
Po stránce výslovnostní prodělal název určité změny, kde r mezi souhláskami b a š bylo původně neslabikotvorné, což jej činilo obtížně vyslovitelným, nahradilo se (jak bylo v jihozápadočeském nářečí běžné) jednodušším e – v Dobši, do Dobše, od kterého bylo odvozeno jméno (ta) Dobeš. Přídavná jména tvořena od místního jména zněla dobeský, dobeskej či dobeští. Později taktéž vznikl klasický tvar se slabikotvorným r (v Dobrši, na Dobrši), který je v současnosti užíván oficiálně.

## Historie
Dobršské sídliště vzniklo zřejmě již v raném středověku. Strategická poloha vesnice i obou kostelů je možným předpokladem pro existenci hradiště.
První písemná zmínka o vesnici pochází z roku 1352. Další z roku 1377, kdy Přibík z Dobrše, nazývaný Kocík, ustanovil faráře ke zdejšímu kostelu. Přibík je také nejstarším známým členem rodu Koců z Dobrše, kteří zde sídlili až do roku 1607.

## Obyvatelstvo
| Rok            | 1869 | 1880 | 1890 | 1900 | 1910 | 1921 | 1930 | 1950 | 1961 | 1970 | 1980 | 1991 | 2001 | 2011 | 2021 |
| -------------- | ---- | ---- | ---- | ---- | ---- | ---- | ---- | ---- | ---- | ---- | ---- | ---- | ---- | ---- | ---- |
| Počet obyvatel | 387  | 419  | 400  | 400  | 398  | 320  | 291  | 187  | 180  | 135  | 114  | 77   | 68   | 52   | 56   |
| Počet domů     | 33   | 57   | 57   | 58   | 63   | 60   | 61   | 59   | 48   | 45   | 39   | 48   | 29   | 32   | 39   |

## Obecní správa
Při sčítání lidu v letech 1850–1963 Dobrš byla samostatnou obcí, se kterým patřila nejprve do okresu Strakonice, ale v roce 1950 v okrese Vimperk. Od roku 1964 je částí obce Drážov opět v okrese Strakonice. V letech 1850–1899 k obci patřilo Zálesí a v letech 1850–1909 také Dřešínek a Hořejšice.

## Pamětihodnosti a zajímavosti

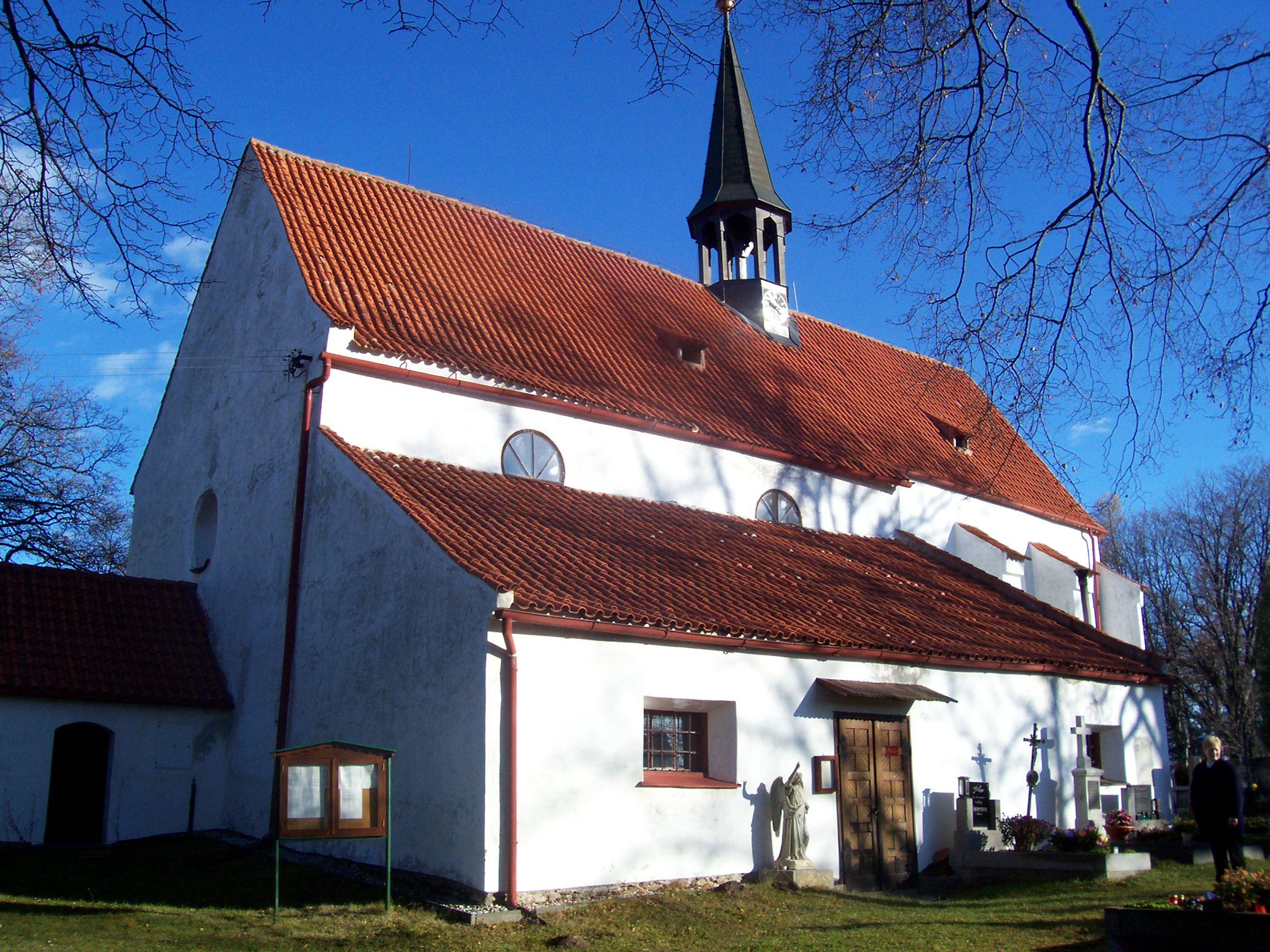
Kostel Zvěstování Panny Marie

- Dobršská tvrz je původně gotická věžovitá stavba. Roku 1421 byla zničena a roku 1561 znovu postavena. V 16. a 17. století byla déle přestavována.
- Původně románský farní kostel Zvěstování Páně pocházející ze 13. století. Po poškození roku 1420 byl přestavěn raně goticky.
- Kaple svatého Jana a Pavla ležící na návrší nad Dobrší je původně románský kostel postavený kolem roku 1230, který až druhotně nabyl charakteru zvonice. Podle pověsti koupil místní zvon pražský arcibiskup Václav Chlumčanský. Původně jej hodlal věnovat do Hoštic u Volyně, ale když vyzval tamní občany, aby si pro něj přijeli do Prahy, otázali se, kolik dostanou od cesty. To biskupa rozčílilo natolik, že zvon raději věnoval Dobrši.
- Pomník Martinu Františku Víchovi (2011)
- Pomník Ondřeji Františku Jakubu de Waldtovi (2002)
- Klen u kostela svatého Jana a Pavla v Dobrši byl dne 18. listopadu 1999 vyhlášen památným stromem pod kódem 2680. Další dva stromy, lípa u fary a lipa na návsi, jsou chráněny od roku 2006.

V Dobrši je také možné navštívit Dobršskou vyhlídku. Průvodce po místních pamětihodnostech přes léto dělá Ludvík Rezek, znalec obecní historie.

## Osobnosti
- Kocové z Dobrše – šlechtický rod z Dobrše
- Ondřej František Jakub de Waldt (1683–1752) – římskokatolický kněz, dobršský farář, dobrodinec a proslulý kazatel
- Martin František Vích (1921–2008) – římskokatolický kněz, politický vězeň, v letech 1967–2008 farář na Dobrši
- Josef Menšík – samozvaný rytíř z počátku 20. století

## Galerie

Dobrš
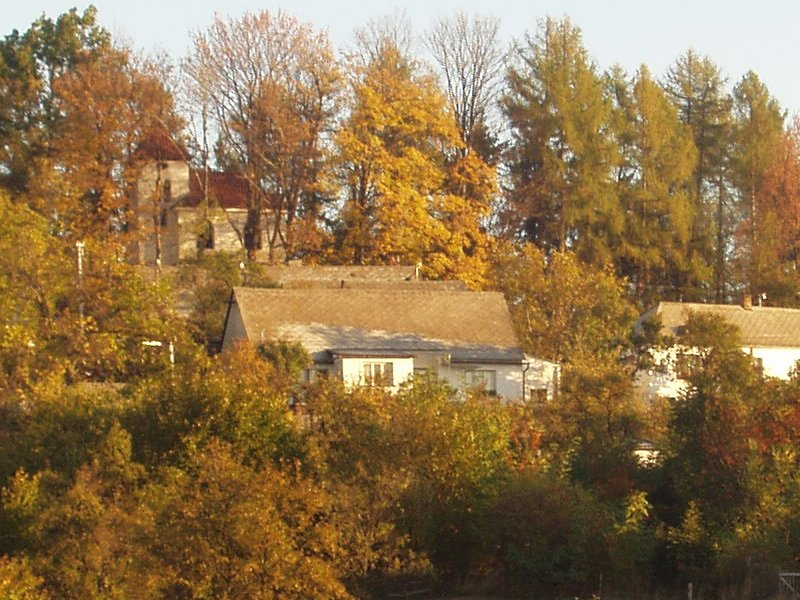
Z dálky
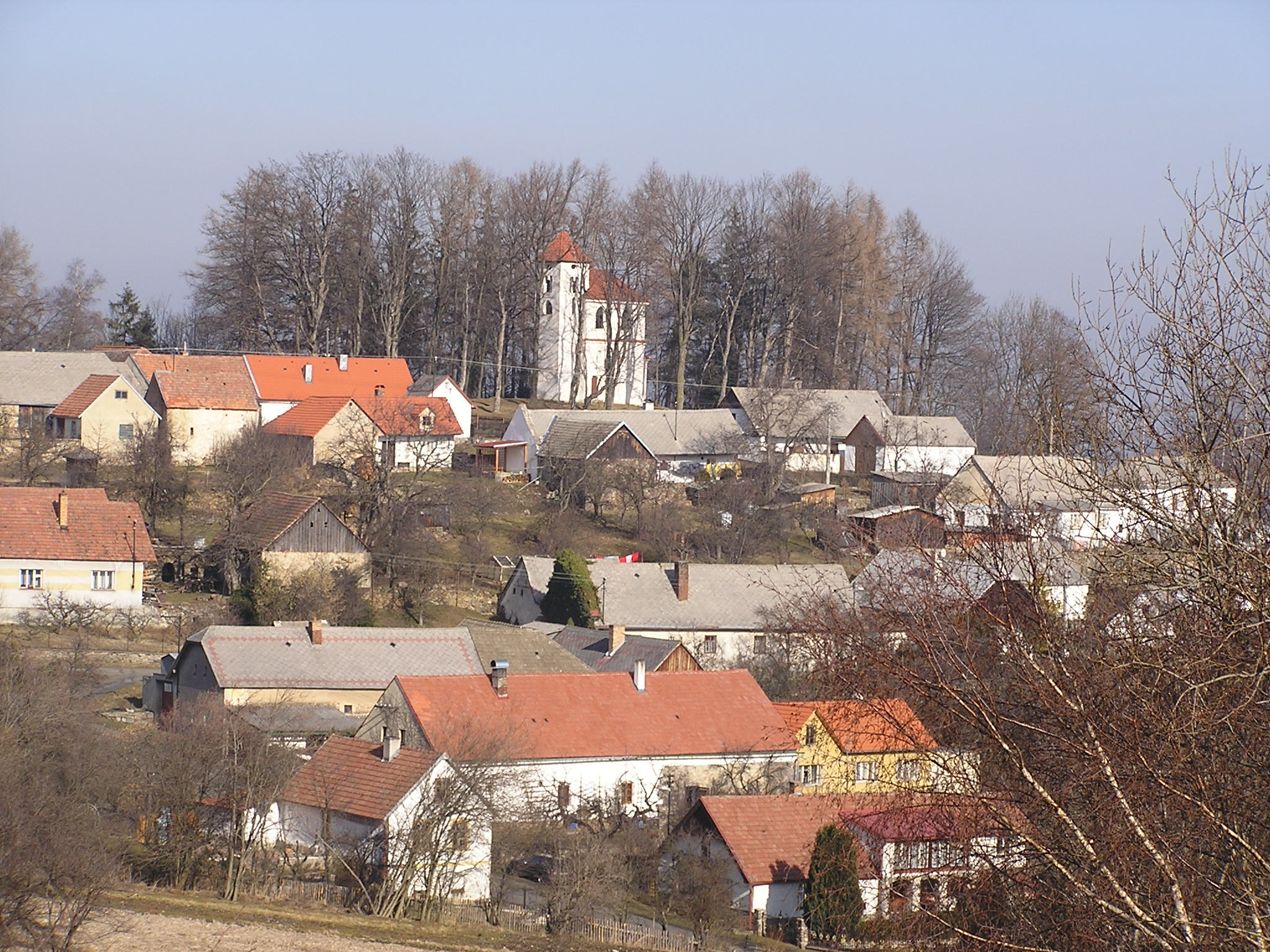
Zvonice
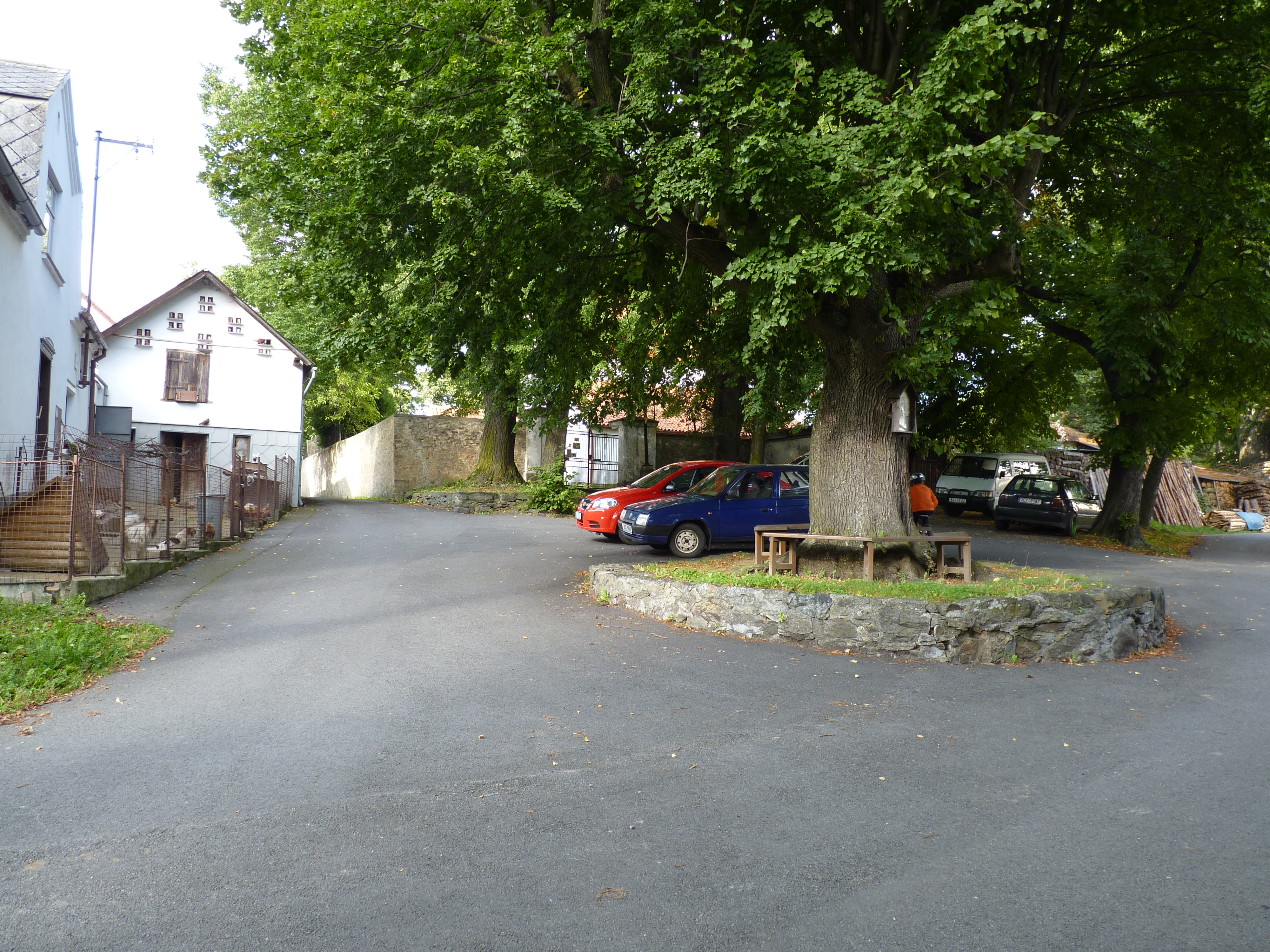
Náves
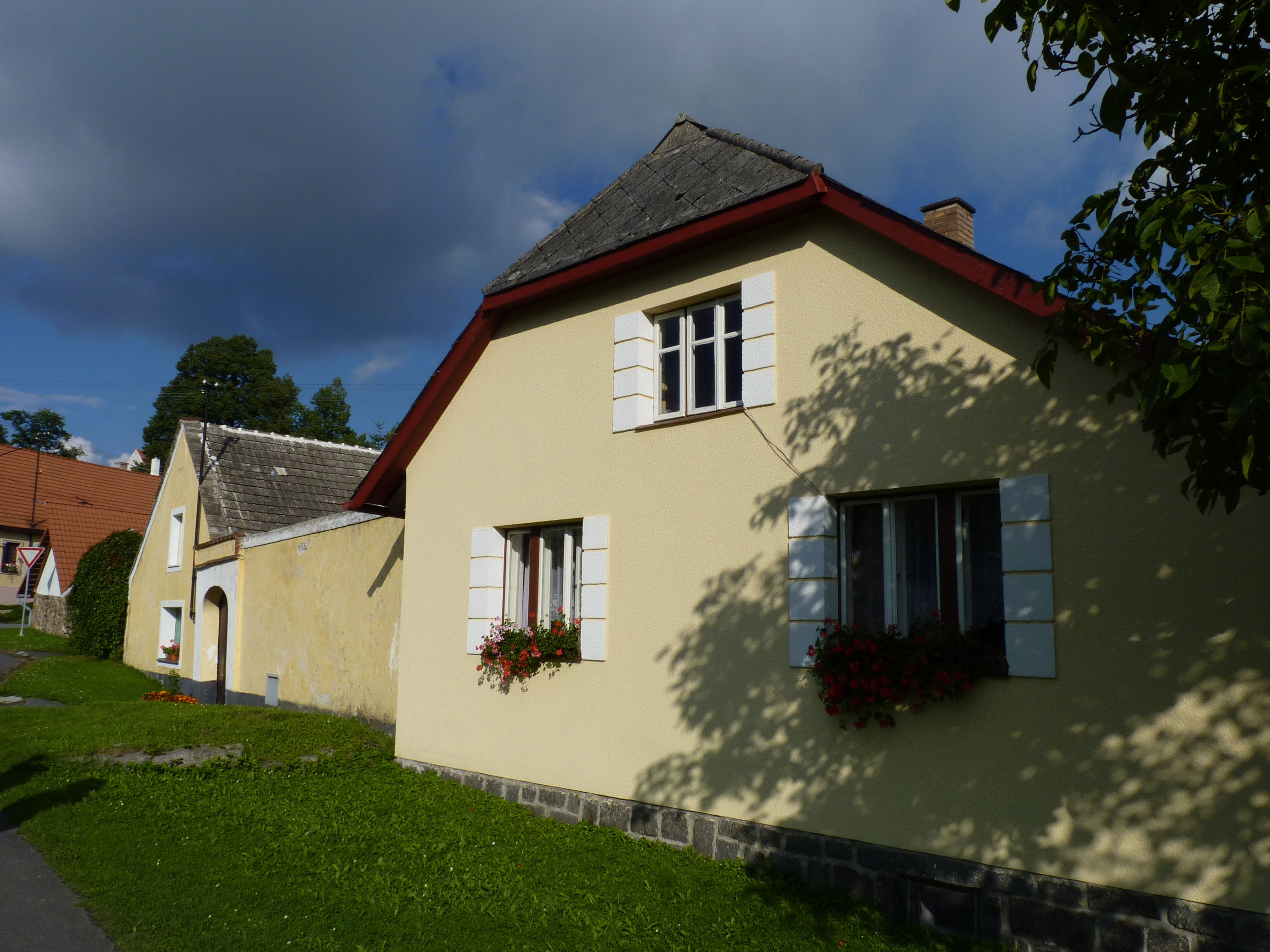
Dům č.2
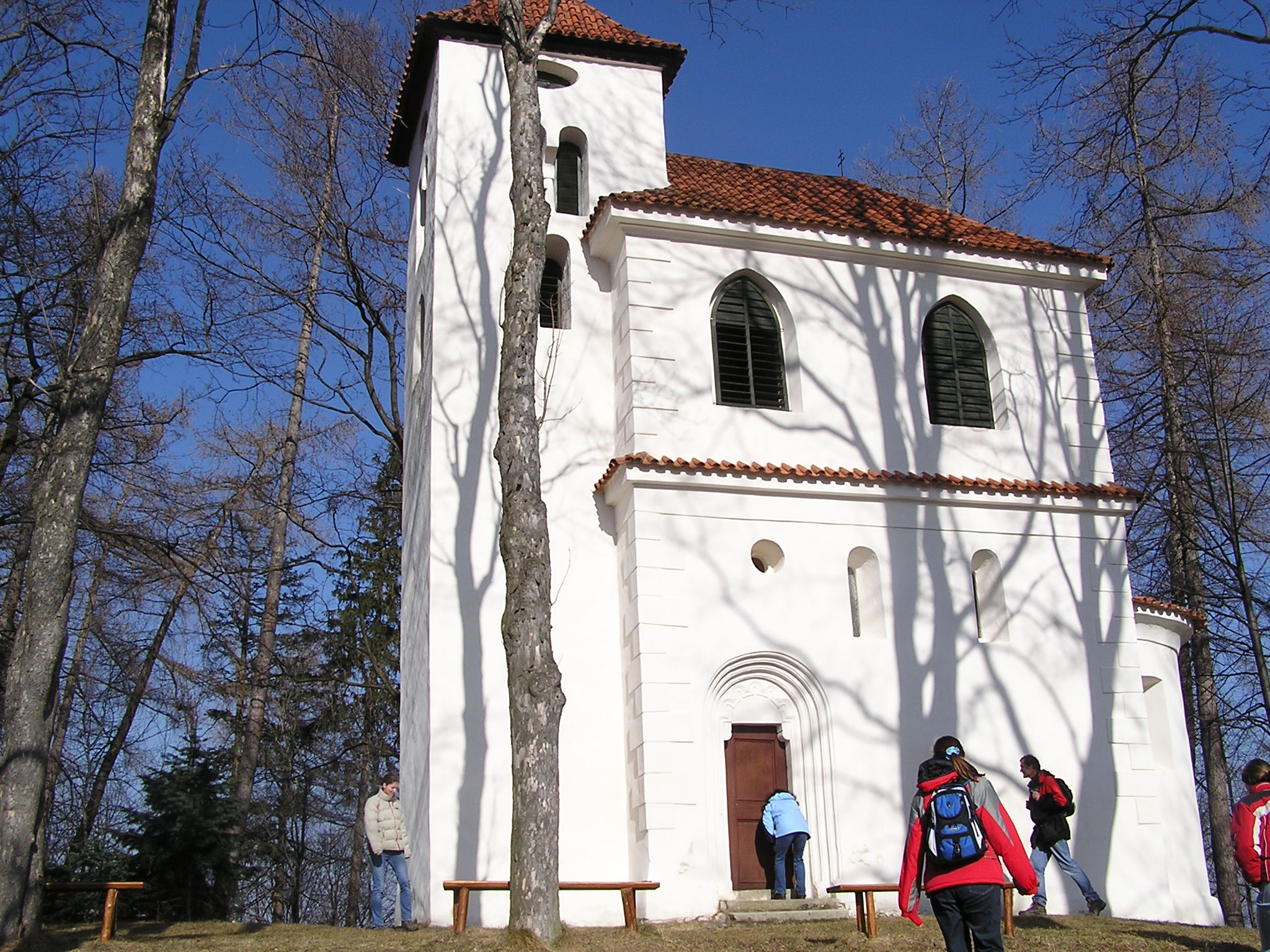
Zvonice
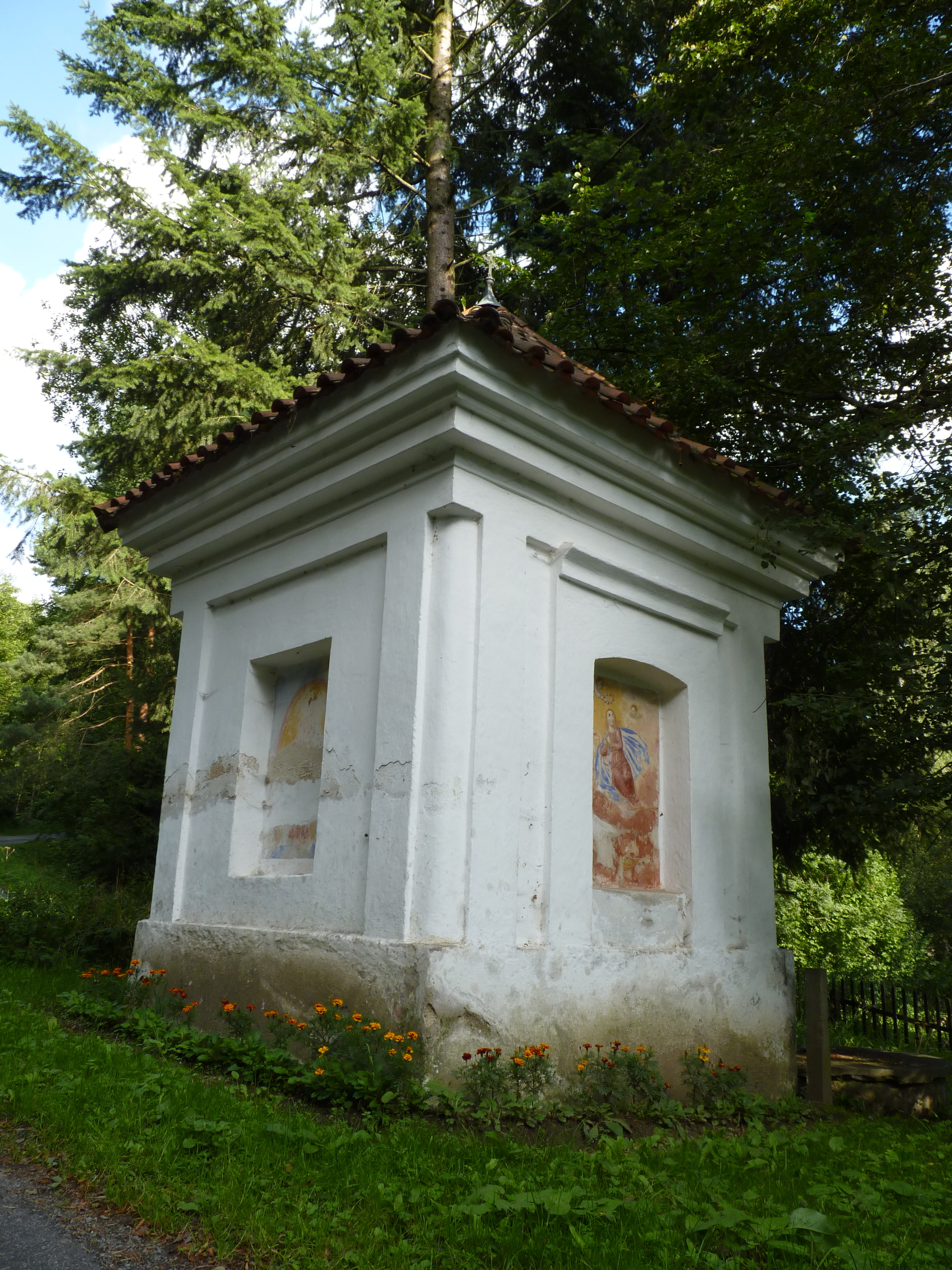
Kaplička
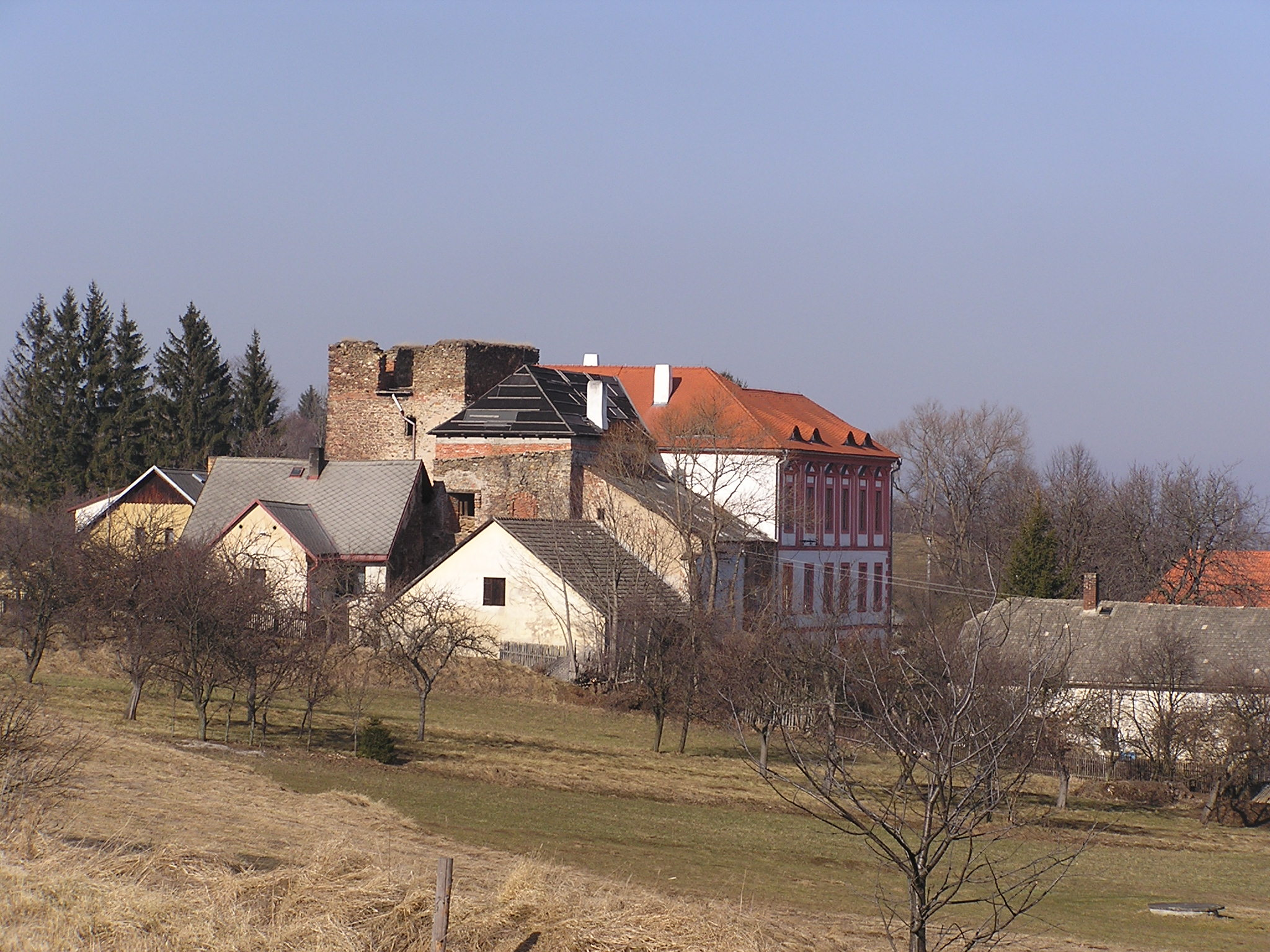
Tvrz
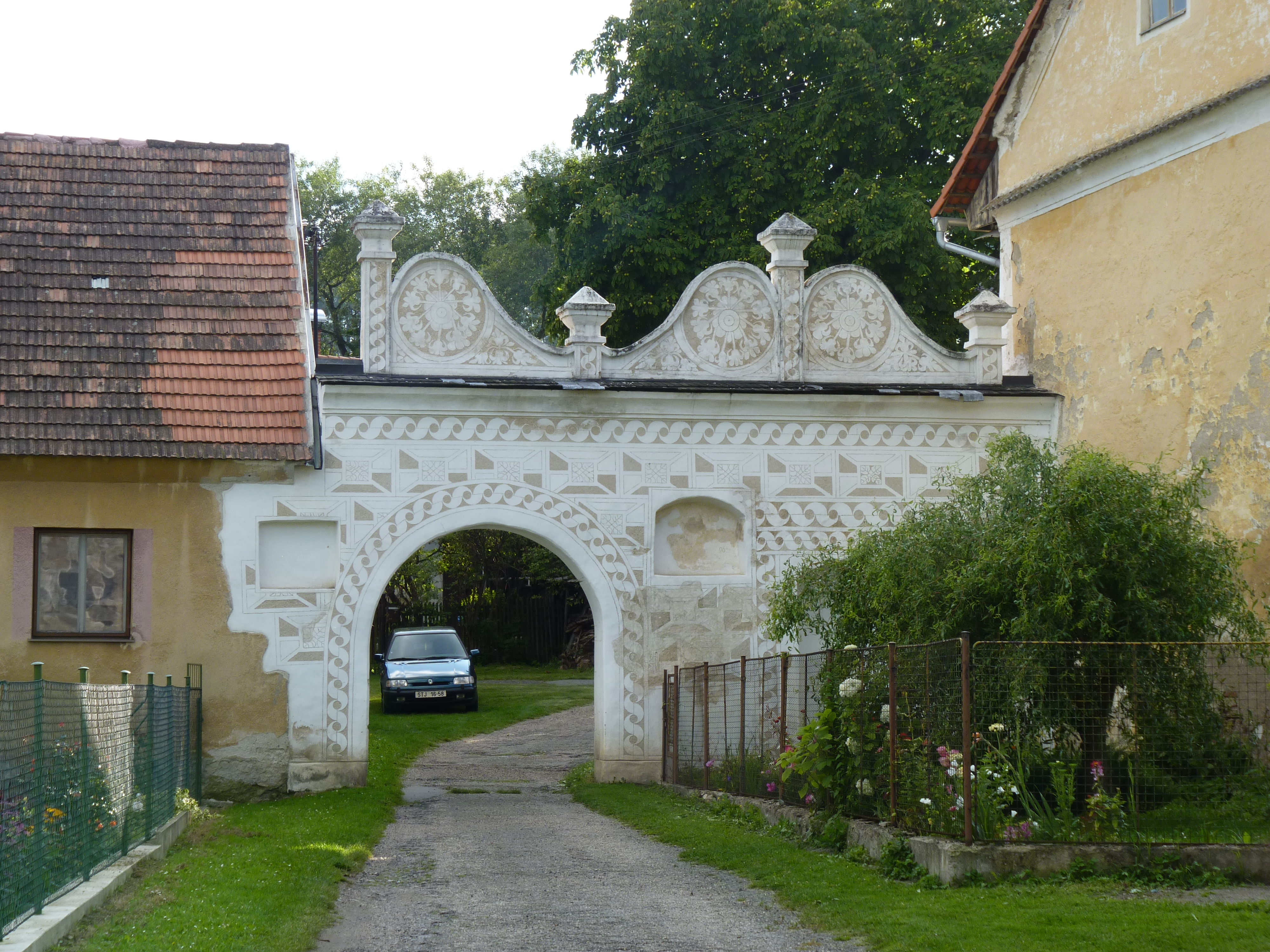
Zbytky krásy